# Anthurium coriaceum
Anthurium coriaceum là một loài thực vật có hoa trong họ Ráy (Araceae). Loài này được G.Don miêu tả khoa học đầu tiên năm 1839.